# Marjolaine Dégremont
 (août 2023).
Si vous disposez d'ouvrages ou d'articles de référence ou si vous connaissez des sites web de qualité traitant du thème abordé ici, merci de compléter l'article en donnant les références utiles à sa vérifiabilité et en les liant à la section « Notes et références ».
 (août 2023).
Marjolaine Dégremont, née le 19 novembre 1957 à Buenos Aires (Argentine) est une artiste plasticienne et sculptrice autodidacte, franco-argentine.

## Biographie
Elle est la fille d'Albert Dégremont (1905-1977) et de Lydie Deratte (1925-1976)
Son père, avocat, militant socialiste proche de Léon Blum, maire de Méru (Section française de l'Internationale ouvrière) entre 1931 et 1937. En 1939, il fuit l'invasion allemande et part pour l'Amérique latine où il stoppe son activité d'avocat pour devenir conseiller financier, il s'installera à Buenos-Aires , il meurt à New York en 1977.
Elle passe son enfance à Paris.
À partir de 1977, à la suite du décès de ses parents, Marjolaine Dégremont devient l'assistante d'un peintre décorateur et se spécialise dans les peintures en trompe-l'œil. Elle travaille avec les plus grands architectes d'intérieur parisiens comme Christian Liaigre, Andrée Putman et Jean Michel Wilmotte durant environ cinq ans et développe une expérience de la fresque, un rapport à l’espace et l’architecture qui se retrouve dans toutes ses installations et un intérêt particulier pour l'histoire de l'art et les primitifs italiens. 
À partir de 1984, elle s'engage vers un travail plus personnel et devient artiste plasticienne à part entière. Sacha Ketoff dont elle a été la compagne pendant quelques années la photographie à partir de 1978 sur une de ses motos, puis en camera obscura et enfin fait de nombreux portraits d'elle en peinture.
Elle a été mariée avec Patrick Guény, photographe, entre 1990-2023 qui sera le grand compagnon de sa vie, puis mariée avec Marek Korzec en 2023, mathématicien et activiste de la lutte contre le sida. 
Elle apprend être séropositive en 1991
Elle développe un double parcours en s'engageant dans la lutte contre le SIDA à partir de 1997 avec Act-UP Paris où elle reprend la commission femmes, jusqu'à la Présidence d'Act-UP Paris en 2008/2009

## Œuvre artistique
Artiste contemporaine et sculptrice, ses œuvres parlent essentiellement de la fragilité du monde, fragilité de l'humain et de la vie elle-même, du mystère dont on est entouré et de ses non-réponses. On peut qualifier son travail de métaphysique, elle utilise des objets symboliques comme des métaphores pour exprimer ses ressentis et ses difficultés à vivre. 
D'après Paul Ardenne son travail peut se lire comme une poétique de la fragilité
Ses références sont principalement italiennes : les primitifs du trecento, le spatialisme des années 60 inventé par Lucio Fontana et l'artiste contemporain Giuseppe_Penone.
Sa première exposition personnelle a lieu en 1986 à la galerie Philippe Boulakia avec qui elle travaille quelques années. Elle est lauréate de la Villa Médicis hors les murs en 1990 pour la Toscane où elle s'installe.
Elle vit trois ans à Sienne où elle développe une recherche sur la relation entre l’espace représenté en or puis en bleu du ciel des primitifs italiens et l’art moderne des monochromes. Durant ces années elle expose avec la galerie Alessandro Bagnai à Sienne et Florence.
Elle travaille avec plusieurs galeries durant les années 80 et 90, Philippe Boulakia, Isabelle Bongard, Alessandro Bagnai.
La maladie et la stigmatisation liée au sida lui font s'éloigner du milieu de l'art durant une dizaine d'années pendant lesquelles elle vit principalement en Champagne où  elle a construit une « maison-objet », sorte de refuge au milieu des bois.
Son travail d'artiste plasticienne se développe vers les installations in situ et la sculpture mais également beaucoup de dessins, d'aquarelles, et de gravures sur aluminium.
Elle publie un premier livre d'artiste VIVANTE en 2023

## Expositions
- Nuit Blanche 2013 à Paris avec une installation sonore, lecture de la Déclaration universelle des droits de l'homme par Marek Korzec, diffusée dans la cour du Musée des Archives nationales de Paris où est conservé l'original de la Déclaration.
- 2018, « Topologie d'un espace intérieur blanc » dans le Cloître et église des Billettes

## Dans les médias
Elle écrit plusieurs articles dans le quotidien Le Monde, alertant notamment Ségolène Royal sur la difficulté d'être séropositive et de mener une carrière. Un autre est cosigné avec Pierre Bergé et aborde la pénalisation de la transmission du VIH. Elle participe à plusieurs émissions de télévision et de radio, notamment sur France Culture.
Son portrait a été publié dans Réforme.